# Anolis maculigula
Anolis maculigula är en ödleart som beskrevs av  Williams 1984. Anolis maculigula ingår i släktet anolisar, och familjen Polychrotidae. IUCN kategoriserar arten globalt som sårbar. Inga underarter finns listade i Catalogue of Life.